# Telaga Sari (kabupaten Kotabaru)
Tegal Rejo – wieś (desa) w kecamatanie Kelumpang Hilir, w kabupatenie Kotabaru w prowincji Borneo Południowe w Indonezji.
Miejscowość ta leży w północno-zachodniej części kecamatanu, przy drogach Jalan Jenderal Sudirman i Jalan Indosment Tarjun.